# Andrea Simone Carove
Andrea Simone Carove (* 1652 in Lenno/Bissone am Luganer See; † 1718 in Wien) war ein Architekt und Baumeister des Barock.

## Leben
Andrea Simone Carove wurde 1652 in Lenno/Casanova bei Bissone am Luganer See in eine weitverzweigte Familie von Baumeistern und Architekten geboren, die vorwiegend im Habsburgerreich und Süddeutschland tätig waren. 1690 ist er als Mitarbeiter Francesco Martinelli, dem Hofarchitekten der Esterházy, in Wien greifbar, 1691 erhielt Carove den Meisterbrief und heiratete in Wien Maria Maddalena Ceresola aus Lanzo d’Intelvi, deren Vater k.k. Festungsingenieur in Ungarn war. Um 1711 war Carove Oberzechmeister der Maurermeisterzunft in Wien. Zu seinen Schülern zählten die später als namhafte Architekten bekannten Donato Felice d’Allio (u. a. Salesiannerinen-Kloster am Rennweg in Wien, Umbauten in Stift Klosterneuburg) und Domenico d’Angeli (u. a. Schloss Lamberg in Steyr).

## Werk/Wirken
Von Andrea Simone Carove selbst sind bisher nur sehr wenige Werke greifbar, wobei auch sein jeweiliger Anteil (Planung/bloße Ausführung) unklar ist. Neben der Schmerzenskapelle der Piaristenkirche Maria Treu sind das Winterpalais des Prinzen Eugen in Wien, das Jagdschloss der Grafen von Hardegg in Schmida, das Palais Kaunitz-Wittgenstein in Laxenburg, das sogenannte Figarohaus, 1010 Wien, Domgasse 5, in dem er selbst lebte und ein barockes Wohnhaus in 1010 Wien, Singerstraße 18 bekannt.
- Schmerzenskapelle der Piaristenkirche Maria Treu (Wien)
- Winterpalais des Prinzen Eugen in Wien
- Schloss Schmida
- Palais Kaunitz-Wittgenstein in Laxenburg
- Figarohaus, 1010 Wien (Mozarts Wohnung)
- barockes Wohnhaus in 1010 Wien, Singerstraße 18